# IRAF
IRAFはImage Reduction and Analysis Facilityの略である。IRAFはアメリカ国立光学天文台のプログラマーによって書かれたソフトウェアの集合体である。
このソフトウェアにより，CCDカメラなどの検出器により得られたピクセル配列フォームの天体画像データを解析することができる。
IRAFはほぼ全てのオペレーティングシステム上で利用できる。Unix系のOS向けに作成されたが、Cygwinを用いることによりMicrosoft Windows上でも利用できる。いくつかのLinuxディストリビューションにおいても利用可能である。
単一鏡の検出器によって得られたデータは一般的にIRAFを用いて解析されるが、開口合成によって得られたデータはAIPS (Astronomical Image Processing System)もしくはmiriadによって解析される。

### 英語
- IRAF.Net Forum
- IRAF Project Homepage
- IRAF Installation on Ubuntu / Debian Linux
- IRAF on a Knoppix LiveCD (ISO-File download)

### 日本語
- IRAF初心者マニュアル(PDF)
- IRAF tips (IRAF関連メモ)